# Огни Кузбасса
Огни Кузбасса — областной литературно-художественный журнал.

## История
Журнал основан в 1949 году как литературно-художественный и общественно-политический альманах «Сталинский Кузбасс». В первых номерах появился роман Александра Волошина «Земля Кузнецкая», за который автор стал лауреатом Сталинской премии, стихи Михаила Небогатова, воспоминания академика И. П. Бардина. Сначала альманах выходил по мере накопления материала 1—2 раза в год.
В 1954 году альманах был переименован в «Огни Кузбасса». С 1989 года выходил под названием «Литературный Кузбасс». В 1993 году альманах художественной литературы «Литературный Кузбасс» стал журналом, а в 1995 году переименован в «Огни Кузбасса». Из-за раскола в Кемеровском отделении Союзе писателей России с 1995 по 2004 года в Кемерово одновременно выходило два литературных периодических издания: альманах «Огни Кузбасса» и журнал «Литературный Кузбасс». С 2007 года «Огни Кузбасса» начал выходить шесть раз в год и стал главным литературным журналом Кемеровской области, получив статус журнала писателей России.
В разные годы редакторами «Огней Кузбасса» были: А. Н. Волошин, В. М. Мазаев, В. М. Баянов, Г. Е. Юров. Ныне кресло главного редактора занимает известный кузбасский поэт, член Союза писателей России С. Л. Донбай. Ответственными секретарями были такие известные писатели и поэты как О. П. Павловский, В. В. Махалов, В. Ф. Куропатов, В. Ф. Матвеев, В. Ф. Зубарев, С. Л. Донбай, А. И. Катков.

Сейчас это официальный «толстый» литературный журнал, выходящий шесть раз в год. На его страницах печатаются не только признанные, но и начинающие литераторы: в разделе «Литературная студия». Для юных авторов работает рубрика «Светлица». Не обходит журнал своим вниманием историю родного края (рубрика «Заповедная Сибирь»), рассказывает о людях («Лики земляков»). Разделы «Проза» и «Поэзия» отражают текущее состояние кузбасской литературы. Разделы «Библиотворчество» и «Критика и литературоведенье» посвящены анализу классической и современной литературы. Постоянная рубрика «Литературная жизнь» следит за внешней стороной литературного процесса. Партнёрами журнал писателей России «Огни Кузбасса» являются Министерство культуры и национальной политики Кузбасса, Кузбасский центр искусств, Сибирская генерирующая компания, Совет молодых литераторов Кузбасса Союза писателей России, Кузбасская митрополия, Государственная научная библиотека Кузбасса им. В. Д. Фёдорова, Государственная библиотека Кузбасса для детей и молодежи и Муниципальная информационно-библиотечная система Кемерово.

## Упоминание в литературе
В 1986 году Иосиф Бродский написал стихотворение «Послесловие», в котором упоминает журнал:
Да и само событье — допустим взрыв,
наводненье, ложь бабы, огни Кузбасса —
ничего не помнит, тем самым скрыв
либо меня, либо тех, кто спасся.

## Рецензии
Номер буквально благоухает русской, сибирской православной духовностью. Прозаический отдел журнала открывают главы из романа А. Родионова «Азъ грешный…» — произведения о людях и свершениях Сибири петровской эпохи. Сам автор в предваряющем «Слове к землякам» задает вопрос, требующий соборно-православного ответа: «Что весомей — воля царя-самодура или воля народной стихии к покорению пространства?» В рассказах молодого священника С. Адодина Бог посещает как жителей залитой дождями деревни, так и рокера-стоматолога и даже трехмесячного младенца, убитого абортом: лишь последнему не дано вкусить греха и зла, царящего на земле. Благодатью незримого Божества, не торопящегося делать людям добро, овеяна печальная повесть В. Есенина «Пустоцвет» о верующем мальчике, поступившем в свинопасы к соседу-«бесу», чтобы заработать на новые брюки. Автор мгновенно затем переходит к закатным годам героя, увы, тоже оказавшимся заурядным «пустоцветом», променявшим веру на деньги. В. Распутин, однако, в беседе с И. Гончаровым, известным поборником «Русской школы», выразил уверенность в грядущем торжестве православия: «У нас есть массовая склонность к вере». Тема сибирской духовности продолжена в публицистической повести Ю. Тотыша о художнике В. Сотникове, а также в поэзии, которую представляют в номере В. Козлов, А. Бельмасов, В. Еременко, Е. Елистратова, Н. Бецевич, Е. Франк.«Сибирские огни»
На последней странице журнала «Огни Кузбасса», № 5 за 2010 год, помещено обращение к читателям, в котором написано о курсе «на расширение творческих связей с писателями, а также с журналами других регионов России», и перечислены эти журналы, среди них и те, о которых мы регулярно пишем: «Наш современник» (Москва), «Родная Ладога» (Санкт-Петербург), «Врата Сибири» (Тюмень), «Бийский вестник», «Барнаул». Это говорит о том, что кемеровский журнал стоит в ряду лучших современных периодических изданий России, что подтверждается и его содержанием, например, в этом номере напечатана повесть писателя из Кемерово Владимира Мазаева, хорошо известного читателям еще с советских времен, когда произведения его постоянно печатались во многих журналах, книги выходили и в Западно-Сибирском, и в Кемеровском, и в центральных издательствах, а имя, помнится, звучало даже с трибуны съезда Союза писателей СССР. Очень жаль, что сегодня такие журналы не поступают в киоски «Роспечати», как это было в советское время, когда омские читатели могли свободно приобретать «Сибирские огни», «Байкал», «Алтай», «Простор» и многие другие журналы. Но мы рекомендуем тем, кому попадет в руки журнал «Огни Кузбасса», познакомиться с его публикациями. Жалеть не придется.Юрий Виськин («Омское время»)

## Постоянные авторы журнала
- Бурмистров Борис Васильевич
- Донбай Сергей Лаврентьевич
- Кердан Александр Борисович
- Креков Виталий
- Куняев Станислав Юрьевич
- Немченко Гарий Леонтьевич
- Раевский Александр Дмитриевич

## Премии
Журнал «Огни Кузбасса» отмечён следующими литературными премиями:
- 2009 год — Всероссийская литературная премия «Белуха» им. Георгия Дмитриевича Гребенщикова в номинации «Лучший журнал, издающийся на русском языке и посвящённый российской истории, литературе, культуре, искусству, современной жизни, делам и людям» (Бийск);
- 2014 год — Кузбасская литературная премия имени святителя Павла Тобольского (Кузбасская митрополия, Кемерово).